# 平山温泉 (中国)
平山温泉位于中华人民共和国河北省石家庄市平山县温塘镇温塘村以西的温塘河河谷中。温泉范围长1千米，宽0.5千米，水温69摄氏度，呈弱碱性，属于氯化物硫酸盐高热氡泉。泉水所含矿物质对疥、癣皮肤病及风湿有一定的疗效。平山温泉热水埋深超过40米，1976年之前能够自流出地表，涌水量曾达69.5立方米每小时。后因开采过量，地表已无水可出，只能凿井取水。平山温泉目前是石家庄周边著名的度假疗养目的地。